# 巴基爾·伊澤特貝戈維奇
巴基爾·伊澤特貝戈維奇（發音：[bâːkir ǐzedbegoʋit͡ɕ]；1956年6月28日—），是一名波斯尼亞和黑塞哥維那政治人物，前波斯尼亚和黑塞哥维那主席团主席阿利雅·伊泽特贝戈维奇之子。2010年起擔任波黑主席团波士尼亞民族成員代表，現任民主行動黨黨魁。